# Terreiro Mocambo
Terreiro Mocambo (Onzó Nguzo Za Nkisi Dandalunda ye Tempo, "Casa da Força Espiritual dos Inquices Dandalunda e Tempo") é um terreiro de candomblé Banto localizado na Rua Neide Carneiro, Vila Dois de Julho, Salvador, Bahia. Foi tombado pelo Instituto do Patrimônio Artístico e Cultural da Bahia em 2006.
Tata Anselmo Santos, cuja dijina é Minatoji, foi iniciado ao inquice Dandalunda tendo como segundo inquice Quitembo, no dia 16 de agosto de 1975. Durante 20 anos o inquice Dandalunda permitiu que o Tata Anselmo tivesse uma vida civil. Estudou formando-se Bacharel no curso de Secretariado Executivo da Universidade Católica do Salvador e dirigiu sua vida profissional para a área de comunicação, desenvolvendo diversas atividades nas emissoras de Televisão locais firmando-se profissionalmente como Produtor Executivo. O dia 18 de fevereiro de 1989 foi significativo para o Tata Anselmo, nesta data faleceu sua mameto-de-inquice (mãe-de-santo) Mirinha de Portão (Altanira Maria Conceição Souza).

## História
No início da década de 90 começa uma grande movimentação para a fundação do terreiro que seria de responsabilidade de Tata Anselmo. Aconteceram três doações de terrenos para a construção do terreiro, porém, Dandalunda rejeitou todas. Precisamente no dia 2 de Julho de 1993 foi fundada a Associação Beneficente Pena Dourada, em homenagem ao caboclo Pena Dourada (Encantado que acompanha o Tata Anselmo) com a finalidade de nortear os trabalhos de fundação, execução, manutenção e funcionamento do Terreiro.
Foi comprado um pequeno lote no Loteamento Vila Dois de Julho e foram desenvolvendo os trabalhos sociais e religiosos dentro da medida do possível, até que no dia 18 de janeiro de 1996, pelas mãos do Tata Camuquenge do Tata Anselmo, Sr. Gervásio da Silva (Pai Zequinha), o Tata Pocó do Terreiro de São Jorge Filho da Gomeia, de Mãe Mirinha de Portão, servindo ao inquice Mutalombô, foi fundado o Terreiro Mocambo – Onzó Nguzo za Nkizi Dandalunda Ye Tempo.
A partir daí começaram definitivamente os trabalhos religiosos e hoje o Terreiro conta com um número significativo de seguidores fixos e de amigos do Terreiro que unidos buscam recursos para a manutenção do mesmo que conta com mais de 1200 m² de área construída e um remanescente de Mata Atlântica que está sendo alvo de Reconhecimento como Área de Proteção Constante.
Depois do Terreiro construído e de estar em plena atividade religiosa, foi descoberto que existe a possibilidade da área do Terreiro ser remanescente de Quilombo, pois o Terreiro está numa área de desmembramento de uma fazenda chamada Fazenda Mocambo que em quicongo quer dizer casebre, palafita ou cumeeira, logo ficou estabelecida a ligação da energia existente no local com o Terreiro que sem dúvida é um local aprazível e detentor de uma energia positiva que salta aos olhos dos visitantes e seguidores do Terreiro.

## Linhagem
- Manuel Severiano de Abreu (Jubiabá) - Bisavô-de-inquice
- João Alves Torres Filho (Joãozinho da Gomeia) - Avô-de-inquice
- Altanira Maria Conceição Souza (Mirinha de Portão) - Mameto-de-inquice
- Anselmo José da Gama Santos (Tata Anselmo) - Tata-de-inquice

Como se pode observar, esta na quarta geração de manutenção da tradição banta, muito embora tenham passado por diversas alterações no decorrer dos anos, hoje o trabalho é tentar resgatar inúmeros elementos da cultura banta esquecidos ou que tenham suas práticas abandonadas, com o entendimento de que nunca haverá Candomblé puro, pois com o advento da escravidão todas as etnias africanas irmanaram-se e trocaram informações entre si tão concisas que nada mais será capaz de mudar esta realidade.
| “ | Não diga ao seu inquice que você tem um grande problema, diga ao seu problema que você tem um grande inquice que resolverá sua vida. | ” |